# Palazzo Boncompagni Cerasi

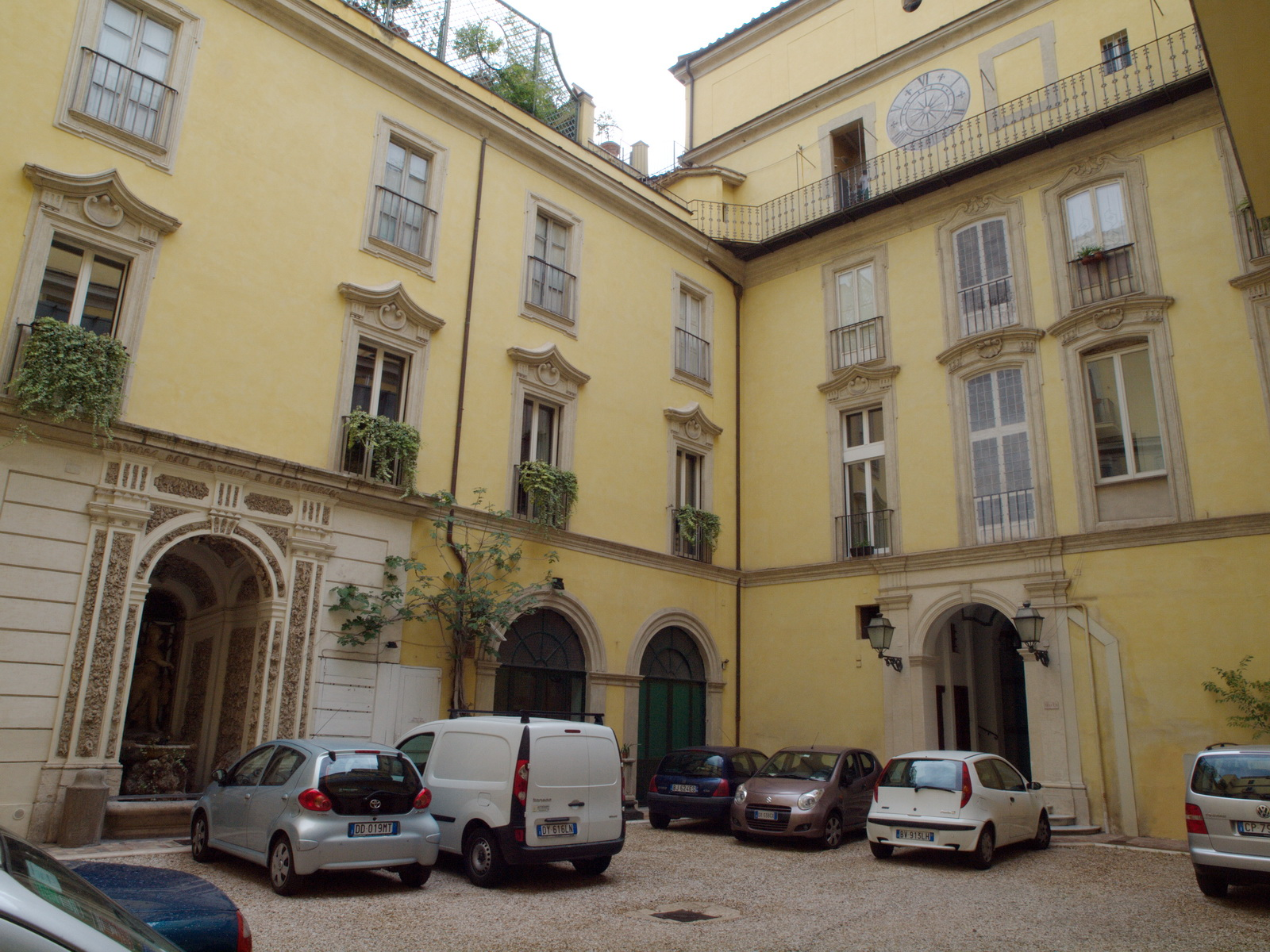
Pátio interno do palácio.

Palazzo Boncompagni Cerasi é um palácio barroco localizado no número 51 da Via del Babuino, no rione Campo Marzio de Roma. 

## História
No século XVIII, muitas famílias nobres romanas investiram em grandes edifícios para serem subdivididos em apartamentos para serem alugados aos membros da emergente classe média romana e para estrangeiros visitando a cidade. O palácio foi construído em 1738 por ordem de Maria Eleonora Boncompagni Ludovisi, que adquiriu o antigo Palazzo Grandi e entregou a obra a Paolo Ameli e Michele Lucatelli.
Em 1858, o palácio passou para as mãos do banqueiro Antonio Cerasi, que ainda é proprietário do edifício.
Até 1887, a fonte conhecida como Fontana del Babuino ou Il Sileno, uma das estátuas falantes de Roma, ficava num nicho que foi transformado num dos portais do palácio (nº 49A). A estátua em si foi levada para o pátio interno do palácio, onde ficou até 1957, quando foi levada para seu local atual, ao lado da igreja de Sant'Atanasio, na mesma via.
A decoração dos portais menores é atribuída a Domenico Gregorini e claramente revela a influência de Bernini.